# Coco, el petit drac
Coco, el petit drac (originalment en alemany, Der kleine Drache Kokosnuss) és una pel·lícula d'animació per ordinador alemanya del 2014 dirigida per Hubert Weiland i Nina Wels. Es tracta de l'adaptació cinematogràfica dels llibres infantils d'Ingo Siegner. L'estrena als cinemes a Alemanya va ser el 18 de desembre de 2014 i a Àustria el 19 de desembres. La versió doblada al català es va estrenar el 2015. El 2019 es va publicar la seqüela Coco, el petit drac: Aventures a la jungla als cinemes.

## Sinopsi
En Coco i l’Òscar són forasters a l'illa del Drac. En Coco és un drac volador, però no pot volar, i l’Òscar, carnívor per naturalesa, és vegetarià. Amb el porc espí Matilda viuen aventures fabuloses i coneixen dracs de totes les formes i mides.